# العلاقات الكورية الجنوبية المنغولية
العلاقات الكورية الجنوبية المنغولية هي العلاقات الثنائية التي تجمع بين كوريا الجنوبية ومنغوليا.

## مقارنة بين البلدين
هذه مقارنة عامة ومرجعية للدولتين:
| وجه المقارنة                                              | كوريا الجنوبية                                                          | منغوليا         |
| --------------------------------------------------------- | ----------------------------------------------------------------------- | --------------- |
| المساحة (كم2)                                             | 100.30 ألف                                                              | 1.57 مليون      |
| عدد السكان (نسمة)                                         | 51.47 مليون                                                             | 3.08 مليون      |
| الكثافة السكانية (ن./كم²)                                 | 513.16                                                                  | 1.96            |
| العاصمة                                                   | سول                                                                     | أولان باتور     |
| اللغة الرسمية                                             | اللغة الكورية                                                           | اللغة المنغولية |
| العملة                                                    | وون كوري جنوبي                                                          | توغروغ منغولي   |
| الناتج المحلي الإجمالي (بليون دولار)                      | 1.53 تريليون                                                            | 11.49 مليار     |
| الناتج المحلي الإجمالي (تعادل القوة الشرائية) بليون دولار | 1.75 تريليون                                                            | 36.16 مليار     |
| الناتج المحلي الإجمالي الاسمي للفرد دولار أمريكي          | 27.22 ألف                                                               | 3.97 ألف        |
| الناتج المحلي الإجمالي للفرد دولار أمريكي                 |                                                                         | 11.95 ألف       |
| مؤشر التنمية البشرية                                      | 0.901                                                                   | 0.727           |
| رمز المكالمات الدولي                                      | +82                                                                     | +976            |
| رمز الإنترنت                                              | .kr                                                                     | .mn             |
| المنطقة الزمنية                                           | توقيت كوريا الجنوبية، ت ع م+09:00، آسيا/سيول ‏، ت ع م+08:00، ت ع م+08:30 | ت ع م+08:00     |

## مدن متوأمة
في ما يلي قائمة باتفاقيات التوأمة بين مدن كورية جنوبية ومنغولية:
- ترتبط سول مع أولان باتور باتفاقية توأمة منذ 1968.

## منظمات دولية مشتركة
يشترك البلدان في عضوية مجموعة من المنظمات الدولية، منها:
| علم المنظمة | اسم المنظمة                                                | تاريخ انضمام كوريا الجنوبية | تاريخ انضمام منغوليا |
| ----------- | ---------------------------------------------------------- | --------------------------- | -------------------- |
|             | مؤسسة التمويل الدولية                                      | 16 مارس 1964                | 14 فبراير 1991       |
|             | منظمة حظر الأسلحة الكيميائية                               | ?                           | ?                    |
|             | يونسكو                                                     | 14 يونيو 1950               | 1 نوفمبر 1962        |
|             | الأمم المتحدة                                              | 17 سبتمبر 1991              | 27 أكتوبر 1961       |
|             | منظمة الشرطة الجنائية الدولية                              | ?                           | ?                    |
|             | منتدى آسيان الإقليمي ‏                                      | ?                           | ?                    |
|             | البنك الدولي للإنشاء والتعمير                              | 26 أغسطس 1955               | 14 فبراير 1991       |
|             | العملية المشتركة للاتحاد الأفريقي والأمم المتحدة في دارفور | ?                           | ?                    |
|             | الاتحاد البريدي العالمي                                    | ?                           | ?                    |
|             | مؤسسة التنمية الدولية                                      | 18 مايو 1961                | 14 فبراير 1991       |
|             | منظمة التجارة العالمية                                     | ?                           | ?                    |
|             | الفريق المعني برصد الأرض                                   | ?                           | ?                    |
|             | بنك التنمية الآسيوي                                        | 1966                        | 1991                 |
|             | المركز الدولي لتسوية المنازعات الاستشارية                  | 23 مارس 1967                | 14 يوليو 1991        |
|             | وكالة ضمان الاستثمار متعدد الأطراف                         | 12 أبريل 1988               | 21 يناير 1999        |

## وصلات خارجية
- موقع وزارة الخارجية الكورية الجنوبية
- موقع وزارة الخارجية المنغولية